# Ordre de succession au trône marocain
L’ordre de succession au trône marocain liste les personnes éligibles pour hériter du trône du royaume du Maroc, conformément à ce qui est prescrit dans la Constitution marocaine de 2011.

## Règles de succession
Le roi actuel du Maroc est Mohamed VI.
La Constitution marocaine de 2011 stipule, au chapitre 43 de la troisième partie,, :  

« La Couronne du Maroc et ses droits constitutionnels sont héréditaires et se transmettent de père en fils aux descendants mâles en ligne directe et par ordre de primogéniture de Sa Majesté le roi Mohammed VI, à moins que le Roi ne désigne, de Son vivant, un successeur parmi Ses fils, autre que Son fils aîné. Lorsqu’il n’y a pas de descendants mâles en ligne directe, la succession au Trône est dévolue à la ligne collatérale mâle la plus proche et dans les mêmes conditions. »

.
Les droits sont donc héréditaires de père en fils, car ils suivent une ligne directe des mâles, et à l'aîné des descendants du roi (exemple : Mohammed VI est le fils aîné du roi Hassan II), à moins que ce dernier ne désigne un successeur parmi ses fils autre que l'aîné de son vivant. Dans le cas où le descendant n'est pas en ligne directe de mâles (précision : si le roi n'a pas de fils mâle), le droit d'hériter du trône, dans les mêmes conditions, passe au mâle le plus proche (exemple : le frère du roi).

## Monarque actuel
| Roi actuel  | Date de naissance            | Note                                     |
| ----------- | ---------------------------- | ---------------------------------------- |
| Mohammed VI | 21 août 1963 à Rabat (Maroc) | fils aîné du roi Hassan II, roi du Maroc |

## Ordre de succession actuel
L'ordre de succession pour le trône marocain à l'heure actuelle est la suivante,, :
| 1 | Hassan du Maroc             | 8 mai 2003 à Rabat (Maroc)   | fils aîné du roi Mohammed VI, prince héritier du Maroc. |
| 2 | Rachid ben El-Hassan Alaoui | 20 juin 1970 à Rabat (Maroc) | fils cadet du roi Hassan II, frère du roi Mohammed VI   |